# Alemanha-Brasil em futebol
Este é o histórico dos resultados dos confrontos de futebol entre Alemanha e Brasil.

## Masculino

### Seleção principal
Essas foram as partidas entre as seleções principais:
| Nª | Data                   | Cidade           | País               | Mandante           | Placar | Visitante          | Competição                         |
| -- | ---------------------- | ---------------- | ------------------ | ------------------ | ------ | ------------------ | ---------------------------------- |
| 1  | 5 de maio de 1963      | Hamburgo         | Alemanha Ocidental | Alemanha Ocidental | 1 – 2  | Brasil             | Amistoso                           |
| 2  | 6 de maio de 1965      | Rio de Janeiro   | Brasil             | Brasil             | 2 – 0  | Alemanha Ocidental | Amistoso                           |
| 3  | 16 de junho de 1968    | Estugarda        | Alemanha Ocidental | Alemanha Ocidental | 2 – 1  | Brasil             | Amistoso                           |
| 4  | 14 de dezembro de 1968 | Rio de Janeiro   | Brasil             | Brasil             | 2 – 2  | Alemanha Ocidental | Amistoso                           |
| 5  | 16 de junho de 1973    | Berlim Ocidental | Alemanha Ocidental | Alemanha Ocidental | 0 – 1  | Brasil             | Amistoso                           |
| 6  | 12 de junho de 1977    | Rio de Janeiro   | Brasil             | Brasil             | 1 – 1  | Alemanha Ocidental | Amistoso                           |
| 7  | 5 de abril de 1978     | Hamburgo         | Alemanha Ocidental | Alemanha Ocidental | 0 – 1  | Brasil             | Amistoso                           |
| 8  | 7 de janeiro de 1981   | Montevidéu       | Uruguai            | Alemanha Ocidental | 1 – 4  | Brasil             | Copa de Ouro dos Campeões Mundiais |
| 9  | 19 de maio de 1981     | Estugarda        | Alemanha Ocidental | Alemanha Ocidental | 1 – 2  | Brasil             | Amistoso                           |
| 10 | 21 de março de 1982    | Rio de Janeiro   | Brasil             | Brasil             | 1 – 0  | Alemanha Ocidental | Amistoso                           |
| 11 | 12 de março de 1986    | Frankfurt        | Alemanha Ocidental | Alemanha Ocidental | 2 – 0  | Brasil             | Amistoso                           |
| 12 | 12 de dezembro de 1987 | Brasília         | Brasil             | Brasil             | 1 – 1  | Alemanha Ocidental | Amistoso                           |
| 13 | 16 de dezembro de 1992 | Porto Alegre     | Brasil             | Brasil             | 3 – 1  | Alemanha           | Amistoso                           |
| 14 | 10 de junho de 1993    | Washington       | Estados Unidos     | Brasil             | 3 – 3  | Alemanha           | Amistoso                           |
| 15 | 17 de novembro de 1993 | Colônia          | Alemanha           | Alemanha           | 2 – 1  | Brasil             | Amistoso                           |
| 16 | 25 de março de 1998    | Estugarda        | Alemanha           | Alemanha           | 1 – 2  | Brasil             | Amistoso                           |
| 17 | 24 de julho de 1999    | Guadalajara      | México             | Brasil             | 4 – 0  | Alemanha           | Copa das Confederações de 1999     |
| 18 | 30 de junho de 2002    | Yokohama         | Japão              | Alemanha           | 0 – 2  | Brasil             | Copa do Mundo de 2002              |
| 19 | 8 de setembro de 2004  | Berlim           | Alemanha           | Alemanha           | 1 – 1  | Brasil             | Amistoso                           |
| 20 | 25 de junho de 2005    | Nuremberga       | Alemanha           | Alemanha           | 2 – 3  | Brasil             | Copa das Confederações de 2005     |
| 21 | 10 de agosto de 2011   | Estugarda        | Alemanha           | Alemanha           | 3 – 2  | Brasil             | Amistoso                           |
| 22 | 8 de julho de 2014     | Belo Horizonte   | Brasil             | Brasil             | 1 – 7  | Alemanha           | Copa do Mundo de 2014, semifinal   |
| 23 | 27 de março de 2018    | Berlim           | Alemanha           | Alemanha           | 0 – 1  | Brasil             | Amistoso                           |

#### Estatísticas
Até 27 de março de 2018.
| Casa | Fora | Total | Alemanha – Brasil | Total | Fora | Casa |
| ---- | ---- | ----- | ----------------- | ----- | ---- | ---- |
| 12   | 11   | 23    | Jogos             | 23    | 16   | 7    |
| 4    | 1    | 5     | Vitórias          | 13    | 10   | 3    |
| 1    | 4    | 5     | Empates           | 5     | 2    | 3    |
| 7    | 6    | 13    | Derrotas          | 5     | 4    | 1    |
| 16   | 15   | 31    | Gols marcados     | 41    | 23   | 18   |
| 23   | 18   | 41    | Gols sofridos     | 31    | 16   | 15   |

## Seleções Principais
| Competição             | Brasil      | França |
| ---------------------- | ----------- | ------ |
| Copa do Mundo          | 5           | 4      |
| Copa das Confederações | 4           | 1      |
| Finalíssima            | 0\|\|}!0\|0 |        |
| Jogos Olímpicos        | 2           | 1      |
| Total de títulos       | 11          | 6      |

### Seleção olímpica
Essas foram as partidas entre as seleções olímpicas masculinas:
| Nª | Data                   | Cidade         | País           | Mandante           | Placar           | Visitante          | Competição                       |
| -- | ---------------------- | -------------- | -------------- | ------------------ | ---------------- | ------------------ | -------------------------------- |
| 1  | 24 de julho de 1952    | Helsinque      | Finlândia      | Alemanha Ocidental | 4 – 2            | Brasil             | Helsinque 1952, quartas de final |
| 2  | 1 de agosto de 1984    | Palo Alto      | Estados Unidos | Brasil             | 1 – 0            | Alemanha Ocidental | Los Angeles 1984, grupo C        |
| 3  | 27 de setembro de 1988 | Seul           | Coreia do Sul  | Alemanha Ocidental | 1 – 1 (pen. 3–4) | Brasil             | Seul 1988, semifinal             |
| 4  | 24 de janeiro de 2003  | Doha           | Catar          | Brasil             | 4 – 2            | Alemanha           | Torneio Internacional do Qatar   |
| 5  | 20 de agosto de 2016   | Rio de Janeiro | Brasil         | Brasil             | 1 – 1 (pen. 5–4) | Alemanha           | Rio 2016, final                  |
| 6  | 22 de julho de 2021    | Yokohama       | Japão          | Brasil             | 4 – 2            | Alemanha           | Tóquio 2020, fase de grupos      |

#### Estatísticas
Até 26 de julho de 2021
| Casa | Fora | Total | Alemanha – Brasil | Total | Fora | Casa |
| ---- | ---- | ----- | ----------------- | ----- | ---- | ---- |
| 2    | 4    | 6     | Jogos             | 6     | 2    | 4    |
| 1    | 0    | 1     | Vitórias          | 3     | 0    | 3    |
| 1    | 1    | 2     | Empates           | 2     | 1    | 1    |
| 0    | 3    | 3     | Derrotas          | 1     | 1    | 0    |
| 5    | 5    | 10    | Gols marcados     | 13    | 3    | 10   |
| 3    | 10   | 13    | Gols sofridos     | 10    | 5    | 5    |

### Seleção Sub-20
Essas foram as partidas entre as seleções Sub-20:
| Nª | Data                  | Cidade   | País          | Mandante | Placar      | Visitante | Competição                                     |
| -- | --------------------- | -------- | ------------- | -------- | ----------- | --------- | ---------------------------------------------- |
| 1  | 17 de junho de 2001   | Córdova  | Argentina     | Brasil   | 2 – 0       | Alemanha  | Copa do Mundo Sub-20 de 2001, grupo B          |
| 2  | 24 de junho de 2005   | Tilburgo | Países Baixos | Alemanha | 1 – 2 (pro) | Brasil    | Copa do Mundo Sub-20 de 2005, quartas de final |
| 3  | 10 de outubro de 2009 | Cairo    | Egito         | Brasil   | 2 – 1 (pro) | Alemanha  | Copa do Mundo Sub-20 de 2009, quartas de final |

#### Estatísticas
Até 6 de julho de 2014
| Casa | Fora | Total | Alemanha – Brasil | Total | Fora | Casa |
| ---- | ---- | ----- | ----------------- | ----- | ---- | ---- |
| 0    | 3    | 3     | Jogos             | 3     | 3    | 0    |
| 0    | 0    | 0     | Vitórias          | 3     | 3    | 0    |
| 0    | 0    | 0     | Empates           | 0     | 0    | 0    |
| 0    | 3    | 3     | Derrotas          | 0     | 0    | 0    |
| 0    | 2    | 2     | Gols marcados     | 6     | 6    | 0    |
| 0    | 6    | 6     | Gols sofridos     | 2     | 2    | 0    |

### Seleção Sub-17
Essas foram as partidas entre as seleções Sub-17:
| Nª | Data                   | Cidade           | País          | Mandante           | Placar | Visitante | Competição                                   |
| -- | ---------------------- | ---------------- | ------------- | ------------------ | ------ | --------- | -------------------------------------------- |
| 1  | 9 de agosto de 1985    | Pequim           | China         | Alemanha Ocidental | 4 – 3  | Brasil    | Campeonato Mundial de 1985, semifinal        |
| 2  | 18 de agosto de 1991   | Massa            | Itália        | Alemanha           | 0 – 2  | Brasil    | Campeonato Mundial de 1991, grupo C          |
| 3  | 4 de agosto de 1995    | Ibarra           | Equador       | Brasil             | 3 – 0  | Alemanha  | Campeonato Mundial de 1995, grupo D          |
| 4  | 18 de setembro de 1997 | Ismaília         | Egito         | Alemanha           | 0 – 4  | Brasil    | Campeonato Mundial de 1997, semifinal        |
| 5  | 17 de novembro de 1999 | Christchurch     | Nova Zelândia | Alemanha           | 0 – 0  | Brasil    | Campeonato Mundial de 1999, grupo C          |
| 6  | 10 de julho de 2011    | Cidade do México | México        | Brasil             | 3 – 4  | Alemanha  | Campeonato Mundial de 2011, terceiro lugar   |
| 7  | 22 de outubro de 2017  | Calcutá          | Índia         | Alemanha           | 1 – 2  | Brasil    | Campeonato Mundial de 2017, quartas de final |

#### Estatísticas
Até 22 de setembro de 2017
| Casa | Fora | Total | Alemanha – Brasil | Total | Fora | Casa |
| ---- | ---- | ----- | ----------------- | ----- | ---- | ---- |
| 0    | 7    | 7     | Jogos             | 7     | 7    | 0    |
| 0    | 2    | 2     | Vitórias          | 4     | 4    | 0    |
| 0    | 1    | 1     | Empates           | 1     | 1    | 0    |
| 0    | 4    | 4     | Derrotas          | 2     | 2    | 0    |
| 0    | 9    | 9     | Gols marcados     | 17    | 17   | 0    |
| 0    | 17   | 17    | Gols sofridos     | 9     | 9    | 0    |

## Feminino

### Seleção principal
Essas foram as partidas entre as seleções principais femininas:
| Nª | Data                   | Cidade     | País           | Mandante | Placar | Visitante | Competição                     |
| -- | ---------------------- | ---------- | -------------- | -------- | ------ | --------- | ------------------------------ |
| 1  | 9 de junho de 1995     | Karlstad   | Suécia         | Brasil   | 1 – 6  | Alemanha  | Copa do Mundo de 1995, grupo A |
| 2  | 27 de junho de 1999    | Landover   | Estados Unidos | Alemanha | 3 – 3  | Brasil    | Copa do Mundo de 1999, grupo B |
| 3  | 30 de setembro de 2007 | Xangai     | China          | Alemanha | 2 – 0  | Brasil    | Copa do Mundo de 2007, final   |
| 4  | 22 de abril de 2009    | Frankfurt  | Alemanha       | Alemanha | 1 – 1  | Brasil    | Amistoso                       |
| 5  | 9 de Março de 2015     | Parchal    | Alemanha       | Alemanha | 3 – 1  | Brasil    | Algarve Cup                    |
| 6  | 8 de abril de 2015     | Fürth      | Alemanha       | Alemanha | 4 – 0  | Brasil    | Amistoso                       |
| 7  | 4 de julho de 2017     | Sandhausen | Alemanha       | Alemanha | 3 – 1  | Brasil    | Amistoso                       |

#### Estatísticas
Até 4 de julho de 2017
| Casa | Fora | Total | Alemanha – Brasil | Total | Fora | Casa |
| ---- | ---- | ----- | ----------------- | ----- | ---- | ---- |
| 2    | 3    | 5     | Jogos             | 7     | 7    | 0    |
| 1    | 2    | 3     | Vitórias          | 0     | 0    | 0    |
| 1    | 1    | 2     | Empates           | 2     | 2    | 0    |
| 0    | 0    | 0     | Derrotas          | 5     | 5    | 0    |
| 5    | 11   | 16    | Gols marcados     | 7     | 7    | 0    |
| 1    | 4    | 5     | Gols sofridos     | 22    | 22   | 0    |

### Seleção olímpica
Essas foram as partidas entre as seleções olímpicas femininas:
| Nª | Data                   | Cidade     | País           | Mandante | Placar | Visitante | Competição                       |
| -- | ---------------------- | ---------- | -------------- | -------- | ------ | --------- | -------------------------------- |
| 1  | 25 de julho de 1996    | Birmingham | Estados Unidos | Brasil   | 1 – 1  | Alemanha  | Atlanta 1996, grupo F            |
| 2  | 16 de setembro de 2000 | Camberra   | Austrália      | Alemanha | 2 – 1  | Brasil    | Sydney 2000, grupo E             |
| 3  | 16 de setembro de 2000 | Sydney     | Austrália      | Alemanha | 2 – 0  | Brasil    | Sydney 2000, disputa pelo bronze |
| 4  | 6 de agosto de 2008    | Shenyang   | China          | Alemanha | 0 – 0  | Brasil    | Pequim 2008, grupo F             |
| 5  | 18 de agosto de 2008   | Xangai     | China          | Brasil   | 4 – 1  | Alemanha  | Pequim 2008, semifinal           |

#### Estatísticas
Até 6 de julho de 2014
| Casa | Fora | Total | Alemanha – Brasil | Total | Fora | Casa |
| ---- | ---- | ----- | ----------------- | ----- | ---- | ---- |
| 0    | 5    | 5     | Jogos             | 5     | 5    | 0    |
| 0    | 2    | 2     | Vitórias          | 1     | 1    | 0    |
| 0    | 2    | 2     | Empates           | 2     | 2    | 0    |
| 0    | 1    | 1     | Derrotas          | 2     | 2    | 0    |
| 0    | 6    | 6     | Gols marcados     | 6     | 6    | 0    |
| 0    | 6    | 6     | Gols sofridos     | 6     | 6    | 0    |

### Seleção Sub-20
Essas foram as partidas entre as seleções sub-20 femininas:
| Nª | Data                  | Cidade   | País   | Mandante | Placar           | Visitante | Competição                              |
| -- | --------------------- | -------- | ------ | -------- | ---------------- | --------- | --------------------------------------- |
| 1  | 19 de agosto de 2002  | Burnaby  | Canadá | Brasil   | 1 – 0            | Alemanha  | Copa do Mundo de 2002, grupo B          |
| 2  | 1 de setembro de 2002 | Edmonton | Canadá | Brasil   | 1 – 1 (pen. 3–4) | Alemanha  | Copa do Mundo de 2002, terceiro lugar   |
| 3  | 1 de dezembro de 2008 | Temuco   | Chile  | Brasil   | 2 – 3            | Alemanha  | Copa do Mundo de 2008, quartas de final |
| 4  | 12 de agosto de 2014  | Montreal | Canadá | Brasil   | 1 – 5            | Alemanha  | Copa do Mundo de 2014, grupo B          |

#### Estatísticas
Até 21 de agosto de 2014
| Casa | Fora | Total | Alemanha – Brasil | Total | Fora | Casa |
| ---- | ---- | ----- | ----------------- | ----- | ---- | ---- |
| 0    | 4    | 4     | Jogos             | 4     | 4    | 0    |
| 0    | 2    | 2     | Vitórias          | 1     | 1    | 0    |
| 0    | 1    | 1     | Empates           | 1     | 1    | 0    |
| 0    | 1    | 1     | Derrotas          | 2     | 2    | 0    |
| 0    | 9    | 9     | Gols marcados     | 5     | 5    | 0    |
| 0    | 5    | 5     | Gols sofridos     | 9     | 9    | 0    |

### Seleção Sub-17
Essa foi a partida entre as seleções sub-17 femininas:
| Nª | Data                 | Cidade | País       | Mandante | Placar | Visitante | Competição                              |
| -- | -------------------- | ------ | ---------- | -------- | ------ | --------- | --------------------------------------- |
| 1  | 5 de outubro de 2012 | Baku   | Azerbaijão | Alemanha | 2 – 1  | Brasil    | Copa do Mundo de 2012, quartas de final |

#### Estatísticas
Até 6 de julho de 2014
| Casa | Fora | Total | Alemanha – Brasil | Total | Fora | Casa |
| ---- | ---- | ----- | ----------------- | ----- | ---- | ---- |
| 0    | 1    | 1     | Jogos             | 1     | 1    | 0    |
| 0    | 1    | 1     | Vitórias          | 0     | 0    | 0    |
| 0    | 0    | 0     | Empates           | 0     | 0    | 0    |
| 0    | 0    | 0     | Derrotas          | 1     | 1    | 0    |
| 0    | 2    | 2     | Gols marcados     | 1     | 1    | 0    |
| 0    | 1    | 1     | Gols sofridos     | 2     | 2    | 0    |